# Capra cu trei iezi (film)
Capra cu trei iezi este un film horror românesc din 2022. Regia și scenariul îi aparțin lui Victor Canache care s-a inspirat din povestea cu același nume scrisă de Ion Creangă. Rolurile principale au fost interpretate de actorii Maia Morgenstern și Marius Bodochi.

## Rezumat
Acțiunea se petrece în România rurală a secolului al XIX-lea, într-un sat izolat de lume. Aici, o văduvă și mamă a trei copii (Maia Morgenstern) este nevoită să țină piept unui vechi prieten de familie (Marius Bodochi) care, văzându-i fără apărare, își dă-n vileag adevărata natură sadică.

## Distribuție
- Maia Morgenstern în rolul Capra.
- Marius Bodochi în rolul Lupul.
- Răzvan Ilina în rolul Iedul mare.
- Silviu Corbu în rolul Iedul mijlociu.
- Antonio Gavrilă în rolul Iedul mic.

## Lansare
Filmul a avut premiera cinematografică la la 28 octombrie 2022.

## Premii
La ediția din 2022 a Festivalului internațional de film Transilvania, filmul a primit Premiului Publicului.